# کلاوس برنتسن
کلاوس برنتسن (انگلیسی: Klaus Berntsen؛ ۱۲ ژوئن ۱۸۴۴ – ۲۷ مارس ۱۹۲۷) یک سیاست‌مدار اهل دانمارک بود.